# 下重原村
下重原村（しもしげはらむら）は、かつて愛知県碧海郡にあった村である。
現在の刈谷市の一部（重原本町・下重原町・半城土町・高須町など）に該当する。

## 歴史
- 1889年（明治22年）10月1日 - 下重原村、半城土村、高須村が合併し、下重原村が発足。
- 1891年（明治24年）8月14日 - 重原村（旧・下重原村）と半高村（旧・半城土村、高須村）に分立。同日下重原村は廃止。